# Noc w Ekwadorze
Noc w Ekwadorze - studyjny album Tercetu Egzotycznego wydany na płytach CD w 2009 roku.

## Lista utworów
1. Niespełniona miłość
2. Zatańcz cygańskie tango
3. Wołaj gitaro
4. Hispaniola
5. Plaże Kalifornii
6. Tarantella
7. Ile to już lat
8. Trynidad
9. Hiszpański karnawał
10. Kto nam kazał
11. Noc w Ekwadorze
12. Vaya con Dios
13. Cordoba
14. Cantinero de Cuba
15. Od małego